# Raymond Dhont
Raymond Evrard Constantin Dhont of Dhondt (Oudenaarde, 10 december 1811 - 21 maart 1879) was een Belgisch volksvertegenwoordiger.

## Levensloop
Dhont was een zoon van pleitbezorger Jean-Baptiste Dhont en Colette Deruyter. Hij trouwde met Eulalie Detemmerman.
Hij promoveerde tot doctor in de rechten (1831) aan de Rijksuniversiteit Gent. Hij werd advocaat in Oudenaarde (1831-1854) en vervolgens magistraat als rechter bij de rechtbank van eerste aanleg in Oudenaarde (1854-1878).
In 1848 werd hij verkozen tot liberaal volksvertegenwoordiger voor het arrondissement Oudenaarde en vervulde dit mandaat tot in 1852. 